# تونيا كولي
تونيا كولي (بالإنجليزية: Tonya Cooley)‏ هي ممثلة أمريكية، ولدت في 7 يناير 1980 في فيساليا في الولايات المتحدة.

## وصلات خارجية
- تونيا كولي على موقع IMDb (الإنجليزية)
- تونيا كولي على موقع قاعدة بيانات الفيلم (الإنجليزية)